# ماريو سكيريا
ماريو سكيريا (بالإيطالية: Mario Scirea)‏ مواليد 7 أغسطس 1964 في إيطاليا، هو دراج إيطالي سابق. سبق أن شارك في دورة الألعاب الأولمبية الصيفية.

## سجل النتائج

### سباقات أو مراحل فاز بها
- بطولة العالم لسباق الدراجات على الطريق

## روابط خارجية
- ماريو سكيريا على موقع أرشيف الدراجات (الإنجليزية)
- ماريو سكيريا على موقع إحصائيات الدراجات الإحترافية (الإنجليزية)
- ماريو سكيريا على موقع CycleBase (الإنجليزية)
- ماريو سكيريا على موقع أوليمبيديا (الإنجليزية)